# Земља будућности
Земља будућности (енгл. Tomorrowland) је једно од многих места које се налазе у свим Дизнијевим тематским парковима у стилу Magic Kingdom широм света у власништву или лиценци компаније The Walt Disney Company. Свака верзија земље је другачија и садржи бројне атракције које приказују погледе на будућност. Дизниленд парк у Паризу обухвата сличну област под називом Discoveryland, која дели неке елементе са другим земљама будућности, али наглашава визије будућности инспирисане Жилом Верном.
Волт Дизни је био познат по својим футуристичким погледима и кроз своје телевизијске програме показао је америчкој јавности како се свет креће у будућност. Земља будућности је био остварени врхунац његових погледа. По сопственим речима: „Сутра може бити дивно доба. Наши научници данас отварају врата космичког доба достигнућима која ће користити нашој деци и генерацијама које долазе. Атракције Томорровланд су дизајниране да вам дају прилику да учествујете у авантурама које су живи нацрт наше будућности."
Земља будућности је сада у својој трећој генерацији, а Magic Kingdom је у другој. Компанија Волт Дизни је напоменула да жели да спречи Земљу будућности да постане „Земља прошлости“. Као самореференцијална шала у овој линији, филм „Meet the Robinsons“ из Walt Disney Animation студија из 2007. (који је смештен углавном у 2037. годину) садржи забавни парк под називом Земља садашњости, који има вожње које личе на Space Mountain и Дизниленд оригиналну ракету Jets.

## Историја

### Земља будућности 1955–1966: „Оригинална“ инкарнација
Земља будућности је отворена у Дизниленду 17. јула 1955. године, са само неколико планираних атракција отворених, због смањења буџета. Изградња парка је ужурбана, тако да је земља будућности била последње земљиште које је завршено. Постало је нешто попут корпоративне изложбе, упркос оклевању Волта Дизнија. Монсанто, American Motors, ARCO и Dutch Boy Paint биле су неке од многих компанија које су отвориле витрине у првих неколико година.
Пошто је парк био на строгом буџету, једна идеја за смањење трошкова била је да се поново користе сетови Наутилуса из Дизнијевог филма 20.000 миља под морем из 1954. године као атракција. Ово је остало отворено до 1966. године. Током прве четири године, највећи део је углавном био отворен простор и сматрало се да је био веома корпоративни погон. Међутим, област је добијала све више атракција како је време пролазило, од којих су многе од тада уклоњене.
Када је Дизниленд отворен, Земља будућности је представљао будућност 1986. године